# Aldao (San Lorenzo)
Aldao is een plaats in het Argentijnse bestuurlijke gebied San Lorenzo in de provincie Santa Fe. De plaats telt 601 inwoners.